# إديث روكفلر ماكورميك
إديث روكفلر ماكورميك (بالإنجليزية: Edith Rockefeller McCormick)‏ هي نجمة اجتماعية أمريكية، ولدت في 31 أغسطس 1872 في كليفلاند في الولايات المتحدة، وتوفيت منتحره في 25 أغسطس 1932.